# Argyre Planitia
Argyre Planitia – równina położona w obrębie basenu uderzeniowego Argyre na Marsie.
Basen Argyre o średnicy około 1800 km jest największym basenem uderzeniowym po Hellas Planitia. Depresja Argyre sięga głębokości 5,2 km.

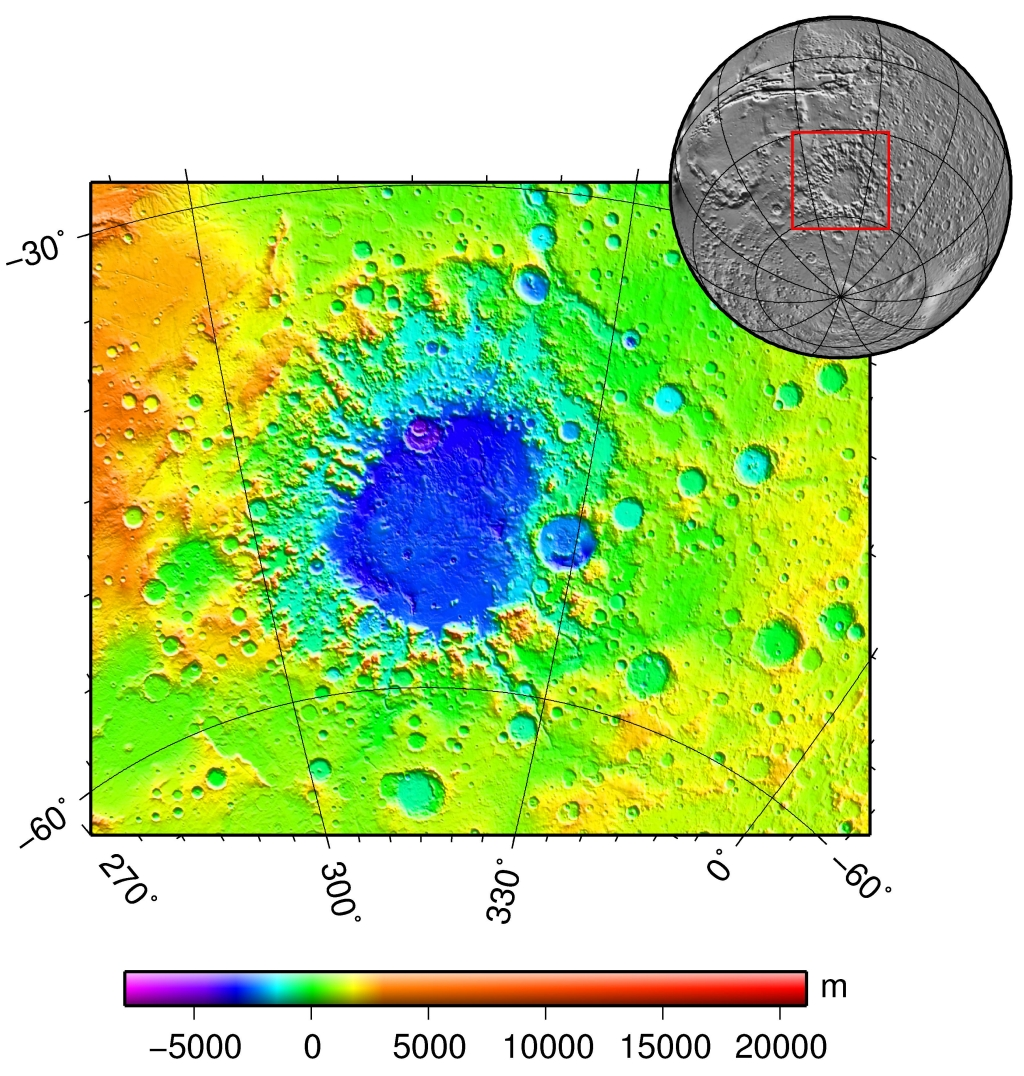
Mapa topograficzna basenu uderzeniowego Argyre

Obniżenie zostało uformowane we wczesnym okresie tworzenia się Układu Słonecznego około 3,9 miliarda lat temu, na skutek zderzenia z dużą planetoidą.
Cztery duże doliny rzeczne z okresu noachijskiego odchodzą radialnie od basenu. Trzy dochodzą do obniżenia od południa i wschodu (Surius Valles, Dzígai Valles i Palacopas Valles). Czwarta dolina Uzboi Vallis wydaje się drenować basen od północy w kierunku Chryse Planitia. Mniejsza dolina Nia Valles jest prawdopodobnie młodsza. Powstała najprawdopodobniej w okresie amazońskim.
Dużo burz piaskowych na Marsie rozpoczyna się właśnie od tego miejsca.